# Henry Prinsep
Henry Thoby Prinsep (15 juillet 1793 - 11 février 1878) est un fonctionnaire britannique de la fonction publique indienne et historien de l'Inde. Plus tard dans sa vie, il entre en politique et est une figure importante des cercles culturels de Londres.

## Jeunesse
Prinsep est né au Prieuré de Thoby, Essex, le quatrième fils de Sophia Elizabeth Auriol (1760–1850)  et de l'homme politique John Prinsep (en). Avant sa naissance, son père est militaire et homme d'affaires en Inde, retournant en Angleterre en 1788 et s'installant au Prieuré. Il est le frère de James Prinsep et de l'avocat Charles Robert Prinsep.
Il est éduqué par un tuteur privé et, à l'âge de 13 ans, il rejoint Tonbridge School sous Vicesimus Knox II, où il est placé en sixième. En 1807, après avoir obtenu un poste d'écrivain au Bengale, il entre à l'East India College, puis au château de Hertford.

## En Inde
Quittant le collège en décembre 1808, Prinsep arrive à Calcutta le 20 juillet 1809, âgé de 16 ans. Après y avoir passé deux ans, d'abord comme étudiant au Writers' Buildings, où il voit beaucoup Holt Mackenzie, puis comme assistant au bureau du tribunal de Sadr Adálat, il est envoyé à Murshidabad, où il est employé comme assistant du magistrat, et aussi comme greffier, pour des petits procès. Après avoir servi dans la Jungle Mehuls et à Bákarganj, Prinsep est nommé, en 1814, à un poste subalterne au secrétariat, et membre de la suite du gouverneur général, Lord Moira, qu'il accompagne à travers Oudh et dans les Provinces du Nord-Ouest. Il est par la suite le premier titulaire de la charge de surintendant et souscripteur des affaires judiciaires, protégeant les intérêts du gouvernement devant les tribunaux des provinces ; mais est obligé de rejoindre le camp du gouverneur général lors de tournées prolongées.
En 1819 et 1820, alors qu'il occupe toujours son poste permanent, Prinsep est employé dans des enquêtes spéciales. Une enquête sur les régimes fonciers dans le District de Bardhaman conduit au règlement 8 de 1819 pour le Bengale. Le 16 décembre 1820, il est nommé secrétaire du gouvernement persan. Il est nommé membre du conseil, d'abord lors d'une vacance temporaire en 1835, et cinq ans plus tard, lorsqu'il est nommé de façon permanente au poste. Il prend finalement sa retraite du service et quitte l'Inde en 1843.
Il est grand maître du district du Bengale.

## Fin de carrière

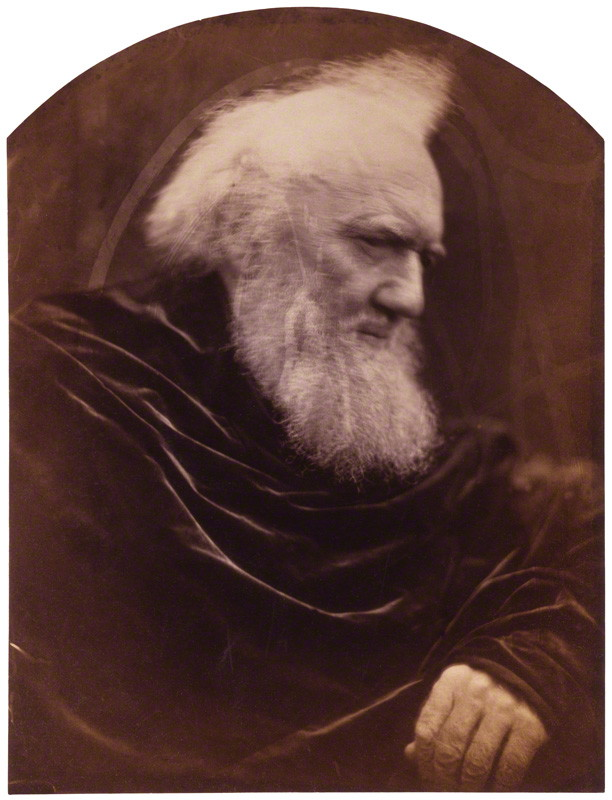
Henry Thoby Prinsep, photographie de Julia Margaret Cameron, 1866

À son retour en Angleterre en 1843, Prinsep s'installe à Londres, où il est membre du Carlton Club et de l'Athenæum Club. Son ambition à l'époque est d'entrer à la Chambre des communes, et il brigue quatre circonscriptions comme candidat conservateur (Kilmarnock Burghs, Dartmouth, Douvres et Harwich). À Harwich en mars 1851, il est élu à la majorité, mais démis de ses fonctions par pétition pour des raisons techniques liées à sa qualification, et quitte la Chambre des communes. La circonscription de Harwich est alors très troublée par des pétitions contre la corruption électorale. Prinsep y perd lors d'une autre élection de 1851, entourée d'une nouvelle controverse.
Prinsep sollicite également un siège à la cour des directeurs de la Compagnie des Indes orientales, à laquelle il est élu en 1850. Lorsque le nombre d'administrateurs est réduit par la loi de 1853, il est l'un de ceux élus au scrutin pour conserver leur siège. En 1858, lors de la création du conseil de l'Inde, il est l'un des sept administrateurs nommés au nouveau conseil.
Au conseil de l'Inde, Prinsep enregistre de fréquentes dissidences par rapport aux décisions du secrétaire d'État. Il s'oppose à certaines des mesures adoptées après la rébellion indienne de 1857. Il désapprouve l'abolition du système de recrutement des troupes britanniques pour le service local en Inde ; et du plan initial pour l'établissement d'un corps d'état-major pour l'Inde. Il s'oppose au rétablissement du gouvernement local à Mysore, après qu'il a été administré pendant 30 ans par des officiers britanniques. Pour des raisons financières, il désapprouve les travaux visant à améliorer la navigation de la rivière Godavery. Au cours de sa dernière année de mandat, il enregistre une protestation contre l'adoption de la voie étroite pour les chemins de fer indiens. Il prend sa retraite du conseil en 1874.
Cinq ou six ans après leur retour d'Inde, les Prinsep s'installent à Little Holland House, à Kensington. Il y cultive la société des artistes : GF Watts est l'un de ses amis les plus attachés et vit à Little Holland House pendant 25 ans. Il fréquente également Edward Burne-Jones.
Prinsep meurt d'une bronchite en 1878, dans la maison de GF Watts à Freshwater, île de Wight.

## Œuvres
À la fin de la troisième guerre anglo-maratha, Prinsep obtient la permission du gouverneur général d'écrire une histoire des transactions politiques et militaires en Inde sous l'administration du marquis de Hastings, c'est-à-dire d'octobre 1813 à janvier 1823. Prinsep envoie le manuscrit achevé à son frère aîné, Charles Robert Prinsep. George Canning, président du Board of Control, interdit la publication, mais Prinsep va de l'avant sous sa propre responsabilité et John Murray sort le livre en 1823. L'édition originale est révisée et republiée en deux volumes, lorsque l'auteur est en congé en Angleterre, en 1824. En 1865, il rédige une esquisse autobiographique manuscrite, dans laquelle il consigne ses impressions sur les gouverneurs généraux successifs.
Prinsep écrit également des ouvrages sur: l'origine du pouvoir sikh au Pendjab (1834); découvertes récentes en Afghanistan (1844) ; conditions sociales et politiques du Tibet, de la Tartarie et de la Mongolie (1852). En 1853, il publie une brochure sur la question de l'Inde, alors que le Charter Act est en discussion. Il a également, lorsqu'il était en Inde, sorti le registre des fonctionnaires du Bengale de Ramachandra Dasa 1790–1842, accompagné de tableaux actuariels (Calcutta, 1844). Dans sa vieillesse, il imprime pour une circulation privée des spécimens de poésie ballade appliquée aux contes et traditions de l'Orient.

## Famille
Le 14 mai 1835, il épouse Sara Monckton (1816–1887), fille de James Pattle de la fonction publique du Bengale et ont une fille et trois fils : 
- Alice Marie Prinsep[5], qui épouse Charles Gurney, fils de Daniel Gurney (1791–1880)
- Sir Henry Thoby Prinsep, juge de la haute cour de Calcutta, en mars 1904, il est nommé Knights Commander of India (KCIE)[6],
- Valentine Cameron Prinsep,
- Arthur Haldimand Prinsep, major-général de la cavalerie du Bengale